# Plazuelas

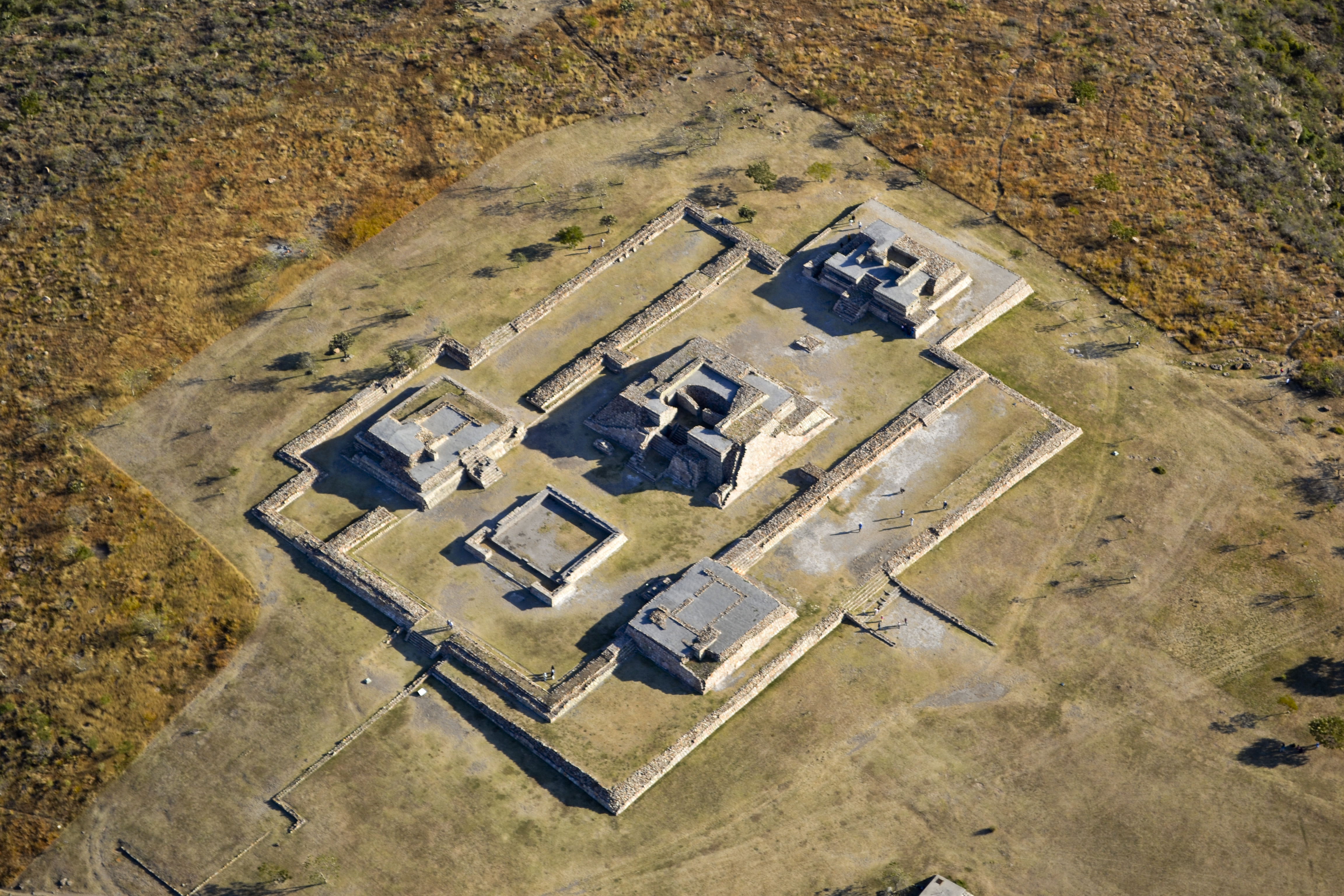
Luftbild der Pyramiden

Plazuelas ist eine prähispanische Ausgrabungsstätte im Bundesstaat Guanajuato in Mexiko. Sie besteht aus drei Pyramiden mit umliegenden Bauten und einem Ballspielplatz.

## Bedeutung
Diese erst im Jahr 1998 entdeckte Stätte liegt auf einem Plateau über einem Tal in der Nähe der Stadt Penjamo, wenige Kilometer östlich. Bisher wurde keine derartige Pyramidenanlage im Bundesstaat Guanajuato entdeckt, da die Archäologie bisher annahm, dass lediglich weiter im Süden des Landes derart hoch entwickelte Kulturen ansässig gewesen waren, die zum Bau solcher Anlagen fähig wären. Zu welcher Kultur die Siedlung von Plazuelas zu zählen ist, ist bisher noch nicht geklärt.

## Beschaffenheit
Die Entstehung der Anlage wird auf 600 bis 900 n. Chr. geschätzt. Die Anlage besteht aus drei Pyramiden und einem Mesoamerikanisches Ballspielplatz und erstreckt sich auf etwa 34 Hektar. Zudem befinden sich noch Gebäudereste in der Umgebung. Die Pyramiden folgen einer asymmetrischen Anordnung und sind in der Form der dahinterliegenden Hügel angeordnet. Man kann daher darauf schließen, dass sie diese nachbilden sollten. Ähnliches kann man auch in der großen Anlage von Teotihuacán bei Mexiko-Stadt beobachten.
Die Pyramiden zählen nicht zu den größten in Mexiko, und die Archäologische Anlage wird bisher touristisch nur spärlich besucht. Ein kleines angeschlossenes Museum bietet weitere Informationen.